# Backfrölus
Backfrölus (Pionosomus varius) är en insektsart som först beskrevs av Wolff 1804.  Backfrölus ingår i släktet Pionosomus, och familjen fröskinnbaggar. Enligt den finländska rödlistan är arten sårbar i Finland. Arten är reproducerande i Sverige. Artens livsmiljö är torra gräsmarker.